# De sex dynastierna
De sex dynastierna (六朝; Liù cháo) är ett övergripande namn för perioden i den Kinas historia från Handynastins fall år 220 fram till Suidynastins bildande 589. Tiden innfattar epokerna De tre kungadömena, Jindynastin, De sexton kungadömena och De sydliga och nordliga dynastierna.
Under perioden existerade en mängd stater och dynastier, men de som givit perioden dess namn var de som regerade från Jiankang (dagens Nanjing):
1. Wu (222–280) - under perioden De tre kungadömena.
2. Östra Jindynastin (317–420) - andra delen av Jindynastin.
3. Liu-Songdynastin (420–479) - under perioden De sydliga och nordliga dynastierna.
4. Södra Qidynastin (479–502) - under perioden De sydliga och nordliga dynastierna.
5. Liangdynastin (502–557) - under perioden De sydliga och nordliga dynastierna.
6. Chendynastin (557–589) - under perioden De sydliga och nordliga dynastierna.

Historiken, författaren och politikern Sima Guang (司馬光) (1019–1086) valde i det historiska verket Zizhi Tongjian att lista Wei (220–265) och Jindynastin (265–420) som de två första dynastierna i perioden.